# Ardisia guianensis
Ardisia guianensis är en viveväxtart som först beskrevs av Jean Baptiste Christophe Fusée Aublet, och fick sitt nu gällande namn av Carl Christian Mez. Ardisia guianensis ingår i släktet Ardisia och familjen viveväxter. Inga underarter finns listade i Catalogue of Life.